# Oskar Strutz
Frans Oskar Strutz (i riksdagen kallad Strutz i Katrineholm), född 12 juli 1864 i Västra Vingåker, död 2 mars 1940 i Katrineholm, var en svensk överbanmästare och politiker (liberal).
Oskar Strutz tog anställning vid Statens Järnvägar 1882 och tjänstgjorde där till 1929, från 1895 som överbanmästare i Katrineholm. Han var ordförande i Katrineholms stadsfullmäktige 1917-1919 och därefter ordförande i stadens drätselkammare till 1937. Förutom sitt politiska engagemang var han även aktiv i baptiströrelsen.
Han var riksdagsledamot i första kammaren åren 1921-1923, första året för Södermanlands läns valkrets och sedan för Södermanlands och Västmanlands läns valkrets. I riksdagen var han bland annat suppleant i statsutskottet 1922-1923.